# Филолошки студии
„Филолошки студии“ (на македонска литературна норма: „Филолошки Студии“, на книжовен български: Филологически студии) е международно научно славистично списание, което излиза в Скопие, Република Северна Македония, от 2002 година. Орган е на Института за македонска литература.

## История
„Филолошки студии“ е славистично списание в областта на хуманитарните науки с широк спектър от научни изследвания в областите: теория на литературата, езикознание, фолклористика, философия, културология и история. Всеки брой на списанието съдържа следните рубрики: „Философско-културологични проблеми“; „История и филология“; „Словото” в историко-културен контекст“; „Литературата в интеркултурен контекст“; „Съвременното общество в културата, езика и литературата“; „Изучаване на речта и лингводидактиката“; „Отзиви и информация“. Списанието излиза от 2002 година, а в 2005 година в електронен вид с отворен достъп до всяка публикувана статия. Излиза два пъти годишно. Публикува научни трудове на: македонска книжовна норма, сръбски, руски, словенски, хърватски и английски език.
Списанието е плод на съвместната работа на Института за македонска литература към Скопския университет „Св. св. Кирил и Методий“, Института за литература и изкуство в Белград (Сърбия), Филологическия факултет на Университета в Перм (Русия), Философския факултет на Университета в Любляна (Словения) и Факултета по философия в университета в Загреб (Хърватия).